# Abellerol pitblau
L'abellerol pitblau (Merops variegatus) és una espècie d'ocell de la família dels meròpids (Meropidae), que habita praderies, boscos clars, llacs costaners, pantans i canyars, des del sud-est de Nigèria, centre de Camerun, Guinea Equatorial, el Gabon, República del Congo, sud de la República Centreafricana, nord de la República Democràtica del Congo, Uganda, Ruanda, Burundi, oest i centre de Kenya, Zàmbia i centre d'Angola.
L'abellerol d'Etiòpia (Merops lafresnayii) s'ha considerat tradicionalment com una subespècie de Merops variegatus, però actualment figura a modernes classificacions com una espècie de ple dret. També s'ha comentat que podria ser una subespècie de Merops oreobates.